# Friedrich Merkenschlager
Friedrich Merkenschlager est un militant historique du NSDAP, membre de la SA depuis 1920, et un théoricien du racisme. Il est né le 18 novembre 1892 et mort le 10 février 1968 à Georgensgmünd.

## Biographie
Vétéran des Corps francs, il rencontre Hitler en 1920 et adhère au NSDAP le 25 mai 1920 peu après cette rencontre.

### Carrière professionnelle
Parallèlement à son engagement dans le NSDAP, il obtient un doctorat en phytobiologie et obtient un poste à l'université de Munich, poste dont il est renvoyé à la suite de sa participation au Putsch de la Brasserie ; il se rend alors dans le Nord du Reich et obtient un poste d'enseignant à l'université de Kiel. 
En 1927, il obtient un poste à l'Institut de biologie du Reich. 

### Renvoi de l'université
En septembre 1933, à la demande de Walther Darré, il est renvoyé de ce dernier poste. 
Son renvoi, dans le cadre de l'application de la loi du 7 avril 1933 permettant d'écarter de la fonction publique les opposants au nazisme, créent un malaise au sein du NSDAP, en raison du précoce engagement nazi de Merkenschlager.

### Après son renvoi
Après 1935, malgré sa perte d'influence réelle, il bénéficie d'un important succès de librairie, ce qui lui permet de vivre dans une certaine aisance.

## Théories  raciales
Biologiste de formation, ses théories raciales sont fortement marquées par les sciences naturelles (c'est ainsi qu'il est plus que sceptique devant les études sur les crânes produites par Hans Günther et les promoteurs de l'hypothèse nordiciste) : selon lui, le métissage rentre dans le cadre de ce qu'il appelle les "variations de la nature" et est consubstantiel à l'Homme.

### Définition de la race
Se plaçant à la suite des idées d'Arthur Moeller van den Bruck, Friedrich Merkenschlager développe une théorie raciale basée non seulement sur la constante nécessité de recréer la race par la conciliation de la race et du Volk, mais aussi sur le métissage : le peuple allemand est constitué d'un métissage issu des races nordique, ostique et dinarique. 
Se plaçant dans cette perspective, il défend en 1933 la thèse de la constante évolution des races humaines, résultat momentané d'un équilibre instable, mettant en jeu l'hérédité et le milieu ; cette définition le pousse à entrer en opposition aux conceptions développées par Hans Günther, à ses yeux défenseur d'une race statique, figée. Dans ce cadre, il s'appuie sur les thèses (et les inquiétudes) des démographes, opposés à la mise en place d'une politique visant à la mise en place d'une race purifiée par la sélection raciale que veut mettre en place la SS.

### Critiques du nordicisme
Friedrich Merkenschlager n'adhère pas non plus aux thèses nordicistes de l'origine du peuple allemand, formulant une critique virulente de l'idéologie du Blut und Boden, développée par Richard Darré, : pour lui, il n'y a pas d'opposition entre l'agriculteur sédentaire et le pasteur nomade, mais une rivalité existe entre l'agriculteur et le chasseur nomade, la figure du Juif en constituant l'archétype de ce chasseur à ses yeux.
Il reprend l'hypothèse de la menace de disparition de race aryenne, mais propose, dans le cadre de l'acceptation des conséquences des bouleversements économiques et sociaux en cours depuis le XIXe siècle, de protéger cette race dans le cadre d'une politique habilement menée de métissage racial.

### L'Anti-Günther
Rapidement, Merkenschlager se pose en principal opposant aux théories de Hans Günther.
De façon ironique, il remet en cause à la fois les postulats de base des recherches de Günther (la recherche de populations germaniques par l'étude des crânes), mais aussi ses prédictions : pour Merkenschlager, les théories mises en place par Günther concilient des données objectives (les mesures de restes humains) et des données subjectives (le décalage racial comme cause de la chute de l'Occident), et selon le primat accordé aux unes ou aux autres.
Merkenschlager conclut alors à l'inutilité de la raciologie, telle qu'elle est définie par Günther, pour la compréhension de l'histoire humaine.
Enfin, à ses yeux, les thèses de Günther aboutissent à la mise en place d'une idéologie coloniale et à l'inclusion de territoires « non nordiques » dans le Reich.

## Ouvrages
- Dieux, Héros et Günther. Une réfutation des théories raciales de Günther, 1926.
- Ségrégation raciale, métissage et mutation, 1933.